# Sportovní stadion SAP Poruba
Sportovní stadion SAP Poruba – wielofunkcyjny stadion w Ostrawie-Porubie, w Czechach. Obiekt powstał na przełomie lat 60. i 70. XX wieku. Może pomieścić 12 000 widzów. W przeszłości swoje spotkania rozgrywali na nim piłkarze klubu TJ VOKD Poruba, obecnie występują na nim zawodnicy zespołu futbolu amerykańskiego Ostrava Steelers.
Stadion powstał na przełomie lat 60. i 70. XX wieku. Obiekt posiada betonowe trybuny w kształcie podkowy, otaczające go od strony zachodniej, północnej i wschodniej. Ich pojemność wynosi 12 000 widzów. Obok stadionu znajdują się m.in. boiska do siatkówki, korty tenisowe, boisko asfaltowe i kręgielnia. Od 2001 roku areną zarządza przedsiębiorstwo SAREZA. W latach 2002–2003 powstała na stadionie nowa, tartanowa bieżnia lekkoatletyczna, posiadająca 5 torów (7 na głównej prostej). W przeszłości na stadionie grali piłkarze klubu TJ VOKD Poruba, występującego w latach 70. i 80. XX wieku w czechosłowackiej II lidze. Z obiektu korzystały także m.in. rezerwy Baníka Ostrawa i MFK Vítkovice, organizowano na nim młodzieżowe zawody lekkoatletyczne, olimpiady szkolne i koncerty. Od 2011 roku występują na nim zawodnicy drużyny futbolu amerykańskiego Ostrava Steelers. W latach 2015, 2016 i 2017 organizowano na nim mistrzostwa Czech w futbolu flagowym.